# 江口千夏
江口千夏（えぐち ちなつ、1994年3月25日 - ）は、日本の女優。東京都出身。身長160cm、体重43kg、血液型B型。日本大学藝術学部映画学科中退。オー・エンタープライズ所属

## 来歴・人物
叔父は演出家の後藤ひろひと、後藤の妻は女優の楠見薫、また曾祖父の弟は芥川賞作家の後藤紀一。
12歳の時に映画『スマイル 聖夜の奇跡』のオーディションに合格し出演。そこで芸能事務所フロム・ファーストプロダクションにスカウトされる。
2013年に現事務所オー・エンタープライズに移籍。
 

## 出演

### テレビドラマ
- 水曜ミステリー9「山村美紗サスペンス　不倫調査員・片山由美(11)」（テレビ東京、2011年）

### 映画
- 「スマイル 聖夜の奇跡」（2006年）
- 「細菌列島」（2009年）
- 「花のあすか組 NEO!」（2009年）
- 「ワカラナイ」（2009年）
- 「×ゲーム2」（2010年）
- 「ブラックフィルム」（2015）
- 「星くず兄弟の新たな伝説」（2018）
- 「リバーズ・エッジ」（2018）

### 舞台
- 「エブリリトルシング09」（2009年、天王州銀河劇場）※エブリ編・リトル編共に出演
- 「俺は、君のためにこそ死にに行く」（2011年、紀伊國屋ホール）
- ミュージカル「誠 とびだせ新撰組」（2011年、紀伊國屋サザンシアター）
- ミュージカル「ダンスレボリューション ホントのワタシ」（2013年、築地ブティストホール）
- 「流れる雲よ」（2014年、中野ザ・ポケット）
- 舞台『K』（2014年8月6日 - 10日、六本木ブルーシアター） - 因幡澄香 役
- つかこうへいダブルス～広島に原爆を落とす日～（2014年9月6日-9月14日、シアタートラム）
- 舞台『K』第二章（2015年8月5日-8月15日、AiiA2.5TheaterTokyo 8月19日-8月22日、大阪メルパルクホール）- 因幡澄香 役
- 「火の風にのって」（2017年10月11日-10月16日、両国AirStudio）
- 「白と黒の忘年会～納めて初めて仕事編～」（2017年12月7日～12月10日、新宿LIVE）-芽生 役

### CM
- 千金堂（ラジオ）仙台のみ

### DVD
- 「学校の七不思議」